# سرمایه‌گذاری لاتور
سرمایه‌گذاری لاتور (انگلیسی: Investment Latour) شرکت خدمات مالی سوئدی است، که در سال ۱۹۸۴ تأسیس شد.